# عبد الحميد بن هدوقة
عبد الحميد بن هدوقة (ولد سنة 1925 وتوفي سنة 1996) أديب وروائي جزائري. يعتبر صاحب أول رواية جزائرية كُتبت باللغة العربية «ريح الجنوب».

## السيرة
ولد عبد الحميد بن هدوقة في 9 يناير 1925 بالمنصورة (ولاية برج بوعريريج). بعدما أتم تعليمه الابتدائي، انتسب إلى معهد الكتانية بقسنطينة، ثم انتقل إلى جامع الزيتونة بتونس، ثم عاد إلى الجزائر حيث درس بمعهد الكتانية بقسنطينة. دفعه نضاله ضد المستعمر الفرنسي، الذي كان له بالمرصاد، إلى مغادرة التراب الوطني مرة أخرى نحو فرنسا، ثم إلى  تونس عام 1958م، حيث أقام إلى أن بزغ  فجر الاستقلال، وعاد إلى الوطن. توفي في 26 أكتوبر 1996م.
تقلد عدة مناصب منها: مدير المؤسسة الوطنية للكتاب، رئيس المجلس الأعلى للثقافة، عضو المجلس الاستشاري الوطني ونائب رئيسه.
علّم الأدب العربي بالمعهد الكتاني بين 1954- 1955 ثم التحق بالقسم العربي في الإذاعة العربية بباريس حيث عمل كمخرج إذاعي، ومنها انتقل إلى تونس ليعمل في الإذاعة منتجاً ومخرجاً. وبعد عودته إلى الجزائر عمل في الإذاعتين الجزائرية والأمازيغية لأربع سنوات ورئس بعدها لجنة إدارة دراسة الإخراج بالإذاعة والتلفزيون والسينما وأصبح سنة 1970 مديراً في الإذاعة والتلفزيون الجزائري.
أمه بربرية وأبوه عربي مما أتاح له أن يتمتع بتلك الخلفيتين اللتين تمتاز بهما الجزائر وأن يتقن العربية والأمازيغية بالإضافة إلى الفرنسية التي تعلمها في المدارس رغم أن الفرنسية في تلك الحقبة من تاريخ الجزائر كانت ممقوتة لأنها لغة المستعمر، خصوصاً لدى سكان الريف الذين اعتبروا المتكلمين بها والدارسين لها بمثابة التجنيس. من هنا جاء قرار والده بإرساله إلى المعهد الكتاني الذي كان فرعاً للزيتونة في تونس. وكان أساتذة هذا المعهد من الأزهريين أو ممن تخرجوا من المدرسة العربية الإسلامية العليا بالجزائر.

## مؤلفاته
له مؤلفات شعرية ومسرحية وروائية عديدة ترجمت لعدة لغات. أكسبته نشأته في الأوساط الريفية معرفة واسعة بنفسية الفلاحين وحياتهم. ما جسده في عدة روايات تناولتها الإذاعات العربية.
- الجزائر بين الأمس واليوم، دراسة نشرت تحمل اسم وزارة الأخبار للحكومة الجزائرية المؤقتة سنة 1959.
- ظلال جزائرية (مجموعة قصص) نشرت في بيروت عن دار الحياة سنة 1961.
- الأشعة السبعة (مجموعة قصص) صدرت في تونس عن الشركة القومية للتوزيع والنشر سنة 1962.
- الأرواح الشاغرة (ديوان شعر) صدر في الجزائر عن الشركة الوطنية للنشر والتوزيع سنة 1967.
- ريح الجنوب (رواية) صدرت في الجزائر عن الشركة الوطنية للنشر والتوزيع سنة 1971
- الكاتب وقصص أخرى (مجموعة قصص) صدرت في الجزائر عن الشركة الوطنية للنشر والتوزيع سنة 1974.
- نهاية الأمس (رواية) صدرت في الجزائر عن الشركة الوطنية للنشر والتوزيع سنة 1975.
- بان الصبح (رواية) صدرت في الجزائر عن الشركة الوطنية للنشر والتوزيع سنة 1980.
- الجازية والدراويش (رواية) صدرت في الجزائر عن الشركة الوطنية للنشر والتوزيع سنة 1983.
- قصص من الأدب العالمي (مجموعة قصص ترجمها الكاتب واختارها من الأدب العالمي، صدرت في الجزائر عن الشركة الوطنية للنشر والتوزيع سنة 1983.
- النسر والعقاب (قصة للأطفال بالألوان) صدرت في الجزائر عن الشركة الوطنية للنشر والتوزيع سنة 1985.
- قصة في ايركوتسك (مسرحية سوفياتية مترجمة) صدرت في الجزائر عن الشركة الوطنية للنشر والتوزيع سنة 1986.
- دفاع عن الفدائيين (دراسة مترجمة عن عمل قام به المحامي جاك فيرجيس) نشرت في بيروت سنة 1975، وسلمت هذه الدراسة إلى منظمة التحرير الفلسطينية.
- غدا يوم جديد (رواية) صدرت في الجزائر سنة 1992 في بيروت عن دار الأدب سنة 1997.
- أمثال جزائرية، صدر في الجزائر، عن الجمعية الجزائرية للطفولة سنة 1993

## الأوسمة
- وسام العهد برتبة جدير من وسام الاستحقاق الوطني الجزائري.[4]

## وصلات خارجية
- موقع يتحدث عن بن هدوقة
- مسيرة عبد الحميد بن هدوقة
- عبد الحميد بن هدوقة مؤسس الرواية الجزائرية العربية - الطيب ولد العروسي: موقع المشاهد